# Gary Dubin
Gary Dubin (Edimburgo, 5 maggio 1959 – Burbank, 8 ottobre 2016) è stato un attore e doppiatore inglese.
Deve la sua notorietà principalmente al ruolo di Punky Lazaar, che ha interpretato nella sitcom statunitense La famiglia Partridge dal 1971 al 1974.
Ha inoltre doppiato il personaggio di Matisse (Toulouse nell'edizione originale) nella versione in lingua inglese del film d'animazione Disney Gli Aristogatti nel 1970.

## Filmografia

### Cinema
- Sento che mi sta succedendo qualcosa (The April Fools), regia di Stuart Rosenberg (1969)
- Agente 007 - Una cascata di diamanti (Diamonds Are Forever), regia di Guy Hamilton (1971)
- Lo squalo 2 (Jaws 2), regia di Jeannot Szwarc (1978)
- Viaggiatore nel tempo (Time Walker), regia di Tom Kennedy (1982)
- Pump Up the Volume - Alza il volume (Pump Up the Volume), regia di Allan Moyle (1990)
- Tutte le ex del mio ragazzo (Little Black Book), regia di Nick Hurran (2004)
- The Lodger - Il pensionante (The Lodger), regia di David Ondaatje (2009)

### Televisione
- Codice Gerico (Jericho) – serie TV, episodio 1x10 (1966)
- Una famiglia... si fa per dire (Accidental Family) – serie TV, episodio 1x15 (1967)
- La fattoria dei giorni felici (Green Acres) – serie TV, episodi 3x18-3x28 (1968)
- Tre nipoti e un maggiordomo (Family Affair) – serie TV, episodi 2x12-3x22 (1969)
- La terra dei giganti (Land of the Giants) – serie TV, episodio 1x25 (1969)
- Bracken's World – serie TV, 15 episodi (1970)
- La famiglia Partridge (The Partridge Family) – serie TV, 6 episodi (1971-1974)
- La famiglia Bradford (Eight Is Enough) – serie TV, episodio 4x27 (1980)
- L'albero delle mele (The Facts of Life) – serie TV, episodio 2x04 (1980)
- Splendore nell'erba (Splendor in the Grass), regia di Richard C. Sarafian (1981)
- The Paper Chase – serie TV, episodi 2x03-2x04 (1983)
- Visitors (V) – serie TV, episodio 1x12 (1985)
- Più forte ragazzi (Martial Law) – serie TV, episodio 1x01 (1998)
- Beverly Hills 90210 – serie TV, episodio 10x18 (2000)
- The Nine – serie TV, episodio 1x01 (2006)
- Speedie Date – serie TV (2008)
- Sonny tra le stelle (Sonny with a Chance) – serie TV, episodio 2x12 (2010)

### Doppiatore
- Gli Aristogatti (The Aristocats), regia di Wolfgang Reitherman (1970)

## Doppiatori italiani
Nelle versioni in italiano dei suoi lavori, Gary Dubin è stato doppiato da:
- Edoardo Nevola ne Lo squalo 2[2]
- Massimo Rinaldi ne La famiglia Bradford[3]

Da doppiatore è sostituito da:
- Riccardo Rossi ne Gli Aristogatti